# Baba Amte
Baba Amte (en marathi: बाबा आमटे) (26 décembre 1914 - 9 février 2008), né Murlidhar Devidas Amte, est un militant indien contre la pauvreté. Il est le fondateur de nombreux ashrams (communautés) pour le soin et la dignité des lèpreux et des d'autres marginaux rejeté par la société. Anandwan (en) (littéralement forêt de joie ou jardin de joie), située dans le plus pauvre et le plus isolé district de Chandrapur, à Maharashtra, est la plus connue d'entre eux et c'est là où il habitait modestement.
Baba Amte a dédié sa vie à de nombreuses autres causes, la plus notable étant la préservation de l'environnement et de la vie sauvage et l'ONG Narmada Bachao Andolan (en).